# 平遥文庙
37°12′01″N 112°11′02″E / 37.20028°N 112.18389°E
平遥文庙位于平遥古城东南隅城隍庙街120号，始建于唐贞观初年，是中国现存最早的孔庙；文庙大成殿重建于金大定三年（1163年），是中国各孔庙中唯一的金代建筑。文庙附绍山书院，晚清思想家徐继畬曾任山长，教书达十年之久。
1997年平遥文庙连同平遥古城，平遥双林寺等被列入世界文化遗产。平遥文庙现为全国重点文物保护单位，中国国家4A级旅游景区。
平遙文廟大成殿擁有中國少見的獨立昂結構。
- 影壁
- 牌坊
- 泮池和大成门
- 大成门
- 大成殿
- 大成殿东南转角铺作
- 大成殿前檐柱头铺作
- 大成殿西侧檐铺作
- “龙门”牌坊和大成殿背面
- 明伦堂
- 超山书院敬一亭
- 尊经阁